# San Julián (Bimenes)
San Julián (Santuyano en asturiano, y oficialmente Santuyano/San Julián) es una parroquia y un lugar del concejo asturiano de Bimenes, en España. Desde diciembre de 2005 su nombre oficial es Santuyano / San Julián. 
En sus 11,82 km² habitan un total de 829 personas (INE 2011) repartidas entre más de medio centenar de poblaciones. La principal de todas ellas es Martimporra, que es la capital del concejo.
En esta parroquia nació en 1964 el escritor Xulio Vixil.
San Julián cuenta con ayuntamiento, centro de salud, colegio de primaria e iglesia. Cuenta también con  pequeños comercios que abastecen las necesidades de la población.
La fiesta principal es la de Nuestra Señora del Rosario que se celebra el tercer domingo de octubre, y el primer sábado de julio se celebra la Fiesta de la Oficialidá, conmemoración de la proclamación del Asturianu o Bable como lengua oficial.
Los orígenes de esta parroquia datan del siglo XII aunque no hay muchos documentos. Surgió al ser una zona rica en recursos naturales, propiciando la explotación ganadera, agrícola y minera. Actualmente, se basa en el turismo rural, debido al cierre de las ganaderías y al cese de la minería local. En el centro de San Julián, hay una estatua de un minero con la siguiente leyenda grabada: "Fuimos, somos y seremos". Dicha leyenda refleja la tradición y las raíces mineras de la zona.

## Núcleos[2]
| - Acebal (L'Acebal) - Campa Baxera (Campabaxera) - Canteli de Arriba (Cantili Riba) - Canteli de Abajo (Cantili Baxo) - Capellán (El Capellán) - Carbayal - Casa Riba (La Casa Riba) - Castañal (La Castañal) - Castiellu (Castiillu) - Corredoria (La Correoria) - Cubilón (El Cubilón) - Cuesta la Riba (La Cuesta la Riba) - Cueto de San Julián (El Cuitu) - El Castro (Costru) - El Llamargón - El Pradón (El Praón) | - El Valle - El Xerrón - Escobal (L'Escobal) - Faéu (El Faíu) - Figar (La Figar) - Fragua (La Fragua) - Granxu (El Gronxu) - La Brañuca - La Llera - La Zorea (L'Azorea) - La Rubiera - La Segada (La Segá) - La Vegona - Las Vallinas (Les Vallines) - Les Collaes - Llarascu (El Lloroscu) - Llosón (El Llosón) | - Martimporra (capital de concejo) - Montiquín (El Montiquín) - Perezal (El Perezal) - Prau el Río (El Prou Río) - Puente Vega (Puentevega) - Rebollo (El Rebullu) - Ricáu (Ricóu) - Riosuaria (Rosuaria) - San Julián (Santuyano/San Julián) - San Miguel (Samiguel) - Santa Gadia - Solavega - Tuenes - Vega Solavilla (La Vega Solavilla) - Xerruca (La Xerruca) - Xugueros (Los Xugueros) |